# Жамбыл (месторождение)
Жамбыл — нефтяное месторождение Казахстана, расположено на севере Каспийского моря, в 20—60 км от береговой точки границы Казахстана с Россией. Площадь месторождение составляет 1188 км². Относится к Прикаспийской нефтегазоносной провинции. Открыто в августе 2013 году.
Жамбылское месторождение состоит из 4 структур: Северо-Западная, Абылайхан, Камеральная и Жетысу. Нефтеносность связано с юрскими и нижнемеловыми отложениями. По предварительным результатам геологоразведки, общие прогнозируемые запасы составляют более 120 миллионов тонн.
Оператором месторождение является ТОО «Жамбыл Петролеум». Право недропользования принадлежит АО Казмунайгаз (73 процента) и корейскому консорциуму КС Kazakh B.V. (27 процентов).